# Mihăiță Calimente
Mihăiță Calimente (n. 22 septembrie 1952, București, România) este un politician român, membru PNL, deputat în Parlamentul României în legislaturile 1996-2000, 2000-2004, 2004-2008, 2008-2012 și 2012-2016, ales în județul Arad. În legislatura 1996-2000, Mihăiță Calimente a fost ales pe listele PNȚCD și a fost membru în grupul parlamentar de prietenie cu Republica Federativă a Braziliei. În legislatura 2004-2008, Mihăiță Calimente a fost ales pe listele PN-L și a fost membru în grupul parlamentar de prietenie cu Marele Ducat de Luxemburg. În legislatura 2008-2012, Mihăiță Calimente a fost ales pe listele PN-L și a fost membru în grupul parlamentar de prietenie cu Marele Ducat de Luxemburg, Republica Letonia și Republica Italiană. În legislatura 2012-2016, Mihăiță Calimente a fost ales pe listele PN-L, a devenit deputat independent din septembrie 2016 și a fost membru în grupul parlamentar de prietenie cu Marele Ducat de Luxemburg și Albania. În iunie 2017, Mihăiță Calimente a fost numit secretar general adjunct al Senatului.

## Critici
În legislatura 2008 - 2012, Mihăiță Calimente și-a angajat fiul în funcția de referent al propriului birou parlamentar cu venituri totale 33.258 de lei, încălcând astfel articolul 70 din Legea 161/2003 privind conflictul de interese administrativ.